# Jan Vedra
Jan Vedra (4. listopadu 1935 Čáslav – 4. července 1996 Praha), byl český klavírista a hudební pedagog.

## Život
Narodil se v Čáslavi a již od raného dětství jej rodiče podporovali v hudbě. Hru na klavír studoval na hudební škole v Čáslavi u Stanislava Macha. V roce 1953 maturoval na čáslavském gymnáziu a následně byl přijat na Pražskou konzervatoř do třídy profesora V. Holzknechta. V dalším studiu pokračoval od roku 1958 na Akademii múzických umění u profesora Františka Raucha, kde si obohatil svůj repertoár o skladby českých klasiků.
Pro své absolventské vystoupení si vybral Brittenův klavírní koncert D dur s doprovodem orchestru FOK55, pod taktovkou Václava Smetáčka.
Dva roky působil v Armádním uměleckém souboru a následně zahájil svou pedagogickou činnost na pražské Akademii múzických umění. Zemřel v létě roku 1996 v Praze.
Jan Vedra absolvoval bezpočet koncertů v Čechách, ale i v NDR, SSSR, Rakousku, Itálii a Španělsku. Spolupracoval s mnoha významnými osobnostmi, jako například s Antonínem Moravcem, Břetislavem Novotným, Antonínem Novákem a mnoha dalšími. Nahrával v rozhlase a u mnoha gramofonových firem.
V dobách svého volna rád zajížděl do Smrčné, kde měl chatu a rovněž zajížděl do Světlé nad Sázavou, kde se rád zapojoval do různých hudebních aktivit.